# Scrancia pinheyi
Scrancia pinheyi är en fjärilsart som beskrevs av Sergius G. Kiriakoff 1965. Scrancia pinheyi ingår i släktet Scrancia och familjen tandspinnare. Inga underarter finns listade.